# Adolfo Jenni
Adolfo Jenni (* 3. Mai 1911 in Modena; † 13. Februar 1997 in Bern) war ein Schweizer Schriftsteller und Literaturhistoriker.

## Leben
Adolfo Jenni wurde geboren als Sohn des Berners Hans Jenni und seiner italienischen Frau Maria, geborene Barbieri. Er studierte an den Universitäten Bologna und Zürich. Von 1945 bis 1976 war er Professor für italienische Sprache und Literatur an der Universität Bern. Saverio Adami, Protagonist in mehreren seiner Bücher, ist ein Alter Ego des Autors. Für seinen Roman Il tempo che passa erhielt er 1949 den ersten Premio Charles Veillon zugesprochen.
Er war verheiratet und hatte vier Kinder, darunter der spätere Politiker Daniele Jenni (1949–2007).

## Werke (Auswahl)
- Miti e atmosfere. A.F. Formiggini, Roma 1937.
- Le notti e i giorni. Istituto Editoriale Ticinese, Bellinzona 1937.
- Foglie. Istituto Editoriale Ticinese, Bellinzona 1938.
- Regina. Romanzo, Guanda, Modena 1939.
- Annate. Prose di romanzo, Guanda, Modena 1942.
- Il recinto. prose di romanzo, (Falena; 52), Guanda, Modena 1947.
- Cose di questo mondo. racconti brevi, (Falena; 52), Guanda, Modena 1957.
- Quaderni di Saverio Adami. Cappelli, Bologna 1967.
- Vicende e situazioni. prose di romanzo. (Scrittori della Svizzera italiana; 14), Elvetica, Chiasso 1970.
- Un mazzo di fiori. Prose di Adolfo Jenni e silografie di Aldo Patocchi, Casagrande, Bellinzona 1970.
- Carte: (gli anni zero e uno). Cenobio, Lugano 1979.
- Ricapitolazione: poesie e quasi poesie. Pantarei, Lugano 1980.
- Altri appunti sul Tasso. 1980.
- Cronache di uno. Cenobio, Lugano 1981.
- Predichette laiche. Pantarei, Lugano 1982.
- Poesie e quasi poesie. Casagrande, Bellinzona 1987.
- Adami. Traduzione di Clà Riatsch, Benziger/Ex Libris, Zürich 1988.
- Diario degli anni alti: sei poesie. Cenobio, Lugano 1989.
- Dai „Ricordi“ inediti: un servizio militare privilegiato (1939-1945). Cenobio, Lugano 1989.
- Mia cara giardiniera: poesia in versi e prosa. Casagrande, Bellinzona 1992.